# Žan Kranjec
Pour les articles homonymes, voir Kranjec.
Žan Kranjec, né le 15 novembre 1992 à Ljubljana, est un skieur alpin slovène. Il remporte sa première victoire en Coupe du monde à l'arrivée du slalom géant de Saalbach le 19 décembre 2018. En 2022, il devient vice-champion olympique du slalom géant.

## Biographie
Membre du SV Novinar, il prend part à ses premières compétitions régies par la FIS en 2007, au Festival olympique de la jeunesse européenne en 2009, puis à la Coupe du monde à partir de 2011, avec des débuts à Kranjska Gora. En 2011, il devient champion de Slovénie chez les juniors en slalom géant. Entre 2010 et 2013, Kranjec dispute les Championnats du monde junior, rapportant trois médailles de bronze de ceux-ci, en slalom géant et combiné en 2012 à Roccaraso et en slalom géant en 2013 à Mont-Sainte-Anne. Il est aussi membre de l'équipe slovène médaille d'or au parallèle en 2012.
Il est sélectionné pour Championnats du monde 2013, à Schladming, où il termine 22e en slalom géant, puis aux Jeux olympiques de 2014, à Sotchi, où il se classe 23e du slalom géant.
La saison 2013-2014 voit Kranjec marquer ses premiers points en Coupe du monde avec une 23e place à Alta Badia et se classer premier en slalom géant en Coupe d'Europe. 
Durant l'hiver 2015-2016, il réalise plusieurs résultats dans les vingt premiers dont une 12e place au slalom géant de Val d'Isère.
Lors du slalom géant d'ouverture de la Coupe du monde 2016-2017 à Sölden, il prend la quatrième place. À l'inverse, il ne réussit pas à compléter la moindre course aux Championnats du monde à Saint-Moritz (slalom géant et slalom).
Il obtient son premier podium lors de la saison 2017-2018 en terminant troisième du slalom géant d'Alta Badia le 17 décembre 2017, derrière Henrik Kristoffersen et le vainqueur Marcel Hirscher. Il est quatrième du slalom géant des Jeux olympiques d'hiver de 2018, à Pyeongchang, puis obtient deux cinquièmes places en Coupe du monde. Un an plus tard lors du géant de Saalbach, alors que Hirscher connaît un de ses rares « jour sans » (il se classe sixième), Žan Kranjec réalise deux manches solides et signe sa première victoire en Coupe du monde devant Loic Meillard à 19/100e et Mathieu Faivre à une demi-seconde. Il décroche une nouvelle place d'honneur aux Championnats du monde 2019 à Åre, finissant cinquième du slalom géant, ainsi que 17e du slalom et établit ensuite son meilleur classement en Coupe du monde dans la spécialité du slalom géant (4e), où il monte sur un podium en fin de saison à Soldeu. Il reste au même niveau lors de l'hiver 2019-2020, avec des podiums sur les slaloms géants classiques de Sölden et Alta Badia, avant un succès à celui d'Adelboden, au terme d'une course très serrée et de laquelle, il prend la tête du classement de cette spécialité. Il ne maintient pas cette forme en février et mars, mais égale son meilleur classement du slalom géant : quatrième.
Lors de l'hiver 2020-2021, le Slovène parvient à finir sur le podium qu'une seule fois avec une deuxième place au slalom géant de Santa Caterina, à douze centièmes du gagnant Filip Zubcic. Aux Championnats du monde 2021, à Cortina d'Ampezzo, il se contente de la sixième place en slalom géant et de la dixième place au parallèle.
Pour ouvrir la saison olympique 2021-2022, il est tout près de la gagne, échouant juste derrière Marco Odermatt, le numéro un cet hiver et Roland Leitinger. Ses résultats suivants sont moins à la hauteur (au mieux dixième) et enregistre même un abandon à Adelboden, mais a du faire face à la mort de son père dans un accident, ce qui a interrompu ses préparations. Il prend part à ses troisièmes jeux olympiques à Pékin, où il atteint finalement son objectif en remportant la médaille d'argent du slalom géant, 19 centièmes derrière Marco Odermatt, après une excellente deuxième manche qui le fait remonter depuis le huitième rang en première manche. 

## Palmarès

### Jeux olympiques
| Édition / Épreuve   | Slalom géant                       | Slalom |
| ------------------- | ---------------------------------- | ------ |
| JO 2014 Sotchi      | 23e                                | DNF    |
| JO 2018 Pyeongchang | 4e                                 | DNF    |
| JO 2022 Pékin       | Médaille d'argent, Jeux olympiques | DNF    |

### Championnats du monde
| Édition / Épreuve                 | Slalom géant | Slalom | Parallèle                        |
| --------------------------------- | ------------ | ------ | -------------------------------- |
| Mondiaux 2013 Schladming          | 22e          | -      | Épreuve inexistante à cette date |
| Mondiaux 2015 Vail - Beaver Creek | DNF          | 32e    | Épreuve inexistante à cette date |
| Mondiaux 2017 Saint-Moritz        | DNF          | DNF    | Épreuve inexistante à cette date |
| Mondiaux 2019 Åre                 | 5e           | 17e    | Épreuve inexistante à cette date |
| Mondiaux 2021 Cortina d'Ampezzo   | 6e           | DNF    | 10e                              |
| Mondiaux 2023 Courchevel-Méribel  | 6e           | DNF    | 6e                               |

### Coupe du monde
- Meilleur classement général : 16e en 2020.
- 14 podiums (tous en slalom géant), dont 2 victoires.

#### Détail des victoires
| Édition / Épreuve | Slalom géant | Slalom | Total |
| 2018-2019         | Saalbach     |        | 1     |
| 2019-2020         | Adelboden    |        | 1     |
| Total             | 2            |        | 2     |

#### Classements par saison
| Saison / Classement | Général | Général | Descente | Descente | Super G | Super G | Slalom géant | Slalom géant | Slalom | Slalom | Combiné | Combiné | Parallèle | Parallèle |
| Saison / Classement | Class.  | Points  | Class.   | Points   | Class.  | Points  | Class.       | Points       | Class. | Points | Class.  | Points  | Class.    | Points    |
| ------------------- | ------- | ------- | -------- | -------- | ------- | ------- | ------------ | ------------ | ------ | ------ | ------- | ------- | --------- | --------- |
| 2014                | 129e    | 8       | -        | -        | -       | -       | 43e          | 8            | -      | -      | -       | -       | -         | -         |
| 2015                | 121e    | 17      | -        | -        | -       | -       | 37e          | 17           | -      | -      | -       | -       | -         | -         |
| 2016                | 79e     | 91      | -        | -        | -       | -       | 26e          | 91           | -      | -      | -       | -       | -         | -         |
| 2017                | 49e     | 155     | -        | -        | -       | -       | 14e          | 152          | 63e    | 3      | -       | -       | -         | -         |
| 2018                | 33e     | 272     | -        | -        | -       | -       | 6e           | 272          | -      | -      | -       | -       | -         | -         |
| 2019                | 22e     | 399     | -        | -        | -       | -       | 4e           | 344          | 33e    | 55     | -       | -       | -         | -         |
| 2020                | 16e     | 445     | -        | -        | -       | -       | 4e           | 364          | 48e    | 22     | -       | -       | 10e       | 59        |
| 2021                | 32e     | 256     | -        | -        | -       | -       | 7e           | 250          | -      | -      | -       | -       | 25e       | 6         |
| 2022                | 37e     | 219     | -        | -        | -       | -       | 11e          | 180          | 48e    | 13     | -       | -       | 10e       | 26        |
| 2023                | 12e     | 390     | -        | -        | -       | -       | 3e           | 464          | -      | -      | -       | -       | -         | -         |

### Championnats du monde junior
- Roccaraso 2012 :
  -  Médaille d'or à la compétition par équipes.
  -  Médaille de bronze au slalom géant.
  -  Médaille de bronze au combiné.
- Québec 2013 :
  -  Médaille de bronze au slalom géant.

### Coupe d'Europe
Il remporte le classement du slalom géant en 2014. Il compte cinq podiums, dont deux victoires en slalom géant dans cette compétition.